# Де Янг, Клифф
Клифф Де Янг (англ. Cliff DeYoung; род. 1945) — американский актёр и музыкант.
Клифф (полное имя Клиффорд Тобин) Де Янг (англ. Clifford Tobin DeYoung) родился 12 февраля 1946 года, в Лос-Анджелесе, Калифорния. Посещал Университет штата Калифорния.

## Начало карьеры: психоделический рок
До начала актёрской карьеры Де Янг был фронтменом рок-группы 1960-х гг. Clear Light, которая выступала вместе с легендарной рок-группой The Doors и такими звёздами рока как Джимми Хендрикс и Дженис Джоплин. После распада группы в 1970 году он перебрался в Нью-Йорк, где играл главную роль в бродвейском психоделическом мюзикле «„Волосы“» (Hair), а также в отмеченной премией «Тони» (театральном эквиваленте «Оскара») психологической пьесе о войне во Вьетнаме «Палки и кости» (Sticks and Bones).

## Карьера в кино и на телевидении
После четырёх лет, проведённых в Нью-Йорке, он вернулся в Калифорнию и сыграл главную роль Сэма Хайдена — молодого вдовца из Ванкувера, воспитывающего пятилетнюю Джилл в телефильме 1973 года «Солнечный свет» (Sunshine), о молодой матери, умирающей от рака. Был также снят короткий телесериал, основанный на сюжете фильма. Песня «Моя любимая леди» (My Sweet Lady) из этого фильма достигла в 1974 году 17-го места в хит-параде ста наиболее популярных в США песен Billboard Hot 100 (фактически официального хит-парада США). Де Янг сыграл и в сиквеле фильма под названием «Солнечное Рождество» (Sunshine Christmas), который был снят в 1977 году.
С тех пор Де Янг снялся более чем в 80 фильмах и телесериалах, включая известные в конце 1970-х годов телефильм «Погоня в 3000 миль» (1977) и мини-сериал «Сентеньел» (1978)
В 1981 году он блистательно сыграл сразу две роли (Брэда Мейджорса и его злого брата-близнеца Фарли Флейворса) и даже пел дуэтом сам с собой в музыкальной кинокомедии ужасов «Лечение шоком» — сиквеле культового фильма 1975 года «Шоу ужасов Рокки Хоррора» (The Rocky Horror Picture Show).
Обратила на себя и исполненная в 1983 году Де Янгом роль Тома Хавра в фильме-ужасов «Голод», где его партнёрами были такие звёзды как Катрин Денёв, Дэвид Боуи и Сьюзан Сарандон.
В 1986 году он сыграл роль второго плана в фантастическом фильме «Полёт навигатора», пользовавшемся большой популярностью в СССР. Его партнёром по этому фильму была одна из звёзд легендарного «Чужого» Вероника Картрайт.
В оскароносной военной драме 1989 года «Слава», посвящённой реальным событиям Гражданской войны в США он сыграл полковника армии северян Джеймса Монтгомери, личность которого до сих пор вызывает споры.
В 1990-х годах он сыграл отца Сары мистера Бейли в фильме-ужасов «Колдовство» (1996), Мэтта Вольфсона в драме «Замена» (1996).
Де Янг был приглашённой звездой в научно-фантастическом телесериале «Звёздный путь: Глубокий космос 9» (1993), а также в популярной мыльной опере «Молодые и дерзкие» (2007), где он сыграл Джона Боначека — похитителя Эмбер Эшби.

## Личная жизнь
Жена с 1970 года — Джипси Де Янг (Gypsy DeYoung). Ребёнок — Manzi.

## Избранная фильмография
| Год       |    | Русское название                           | Оригинальное название           | Роль                                              |
| --------- | -- | ------------------------------------------ | ------------------------------- | ------------------------------------------------- |
| 1973      | тф | Солнечный свет                             | Sunshine                        | Сэм Хейден                                        |
| 1974      | ф  | Гарри и Тонто                              | Harry and Tonto                 | Бёрт Кумбс-мл.                                    |
| 1975      | тф | Ночь, которая заставила Америку паниковать | The Night That Panicked America | Стефан Грубовски                                  |
| 1978      | ф  | Синие воротнички                           | Blue Collar                     | Джон Берроуз                                      |
| 1978—1979 | с  | Столетие                                   | Centennial                      | Джон Скиммерхорн                                  |
| 1980      | с  | Семья                                      | Family                          | Алекс Кэнфилд                                     |
| 1981      | ф  | Лечение шоком                              | Shock Treatment                 | Брэд Мейджорс / Фарли Флейворс                    |
| 1983      | ф  | День независимости                         | Independence Day                | Лес Морган                                        |
| 1983      | ф  | Голод                                      | The Hunger                      | Том Хавр                                          |
| 1984      | ф  | Бесстрашный                                | Reckless                        | Фил Бартон                                        |
| 1984      | ф  | Протокол                                   | Protocol                        | Хилли                                             |
| 1985      | ф  | Тайный поклонник                           | Secret Admirer                  | Джордж Райан                                      |
| 1986      | ф  | Иллюзия убийства                           | F/X                             | Мартин Липтон                                     |
| 1986      | ф  | Полёт навигатора                           | Flight of the Navigator         | Билл Фримэн                                       |
| 1986      | с  | Сумеречная зона                            | The Twilight Zone               | Джефф Макдауэлл                                   |
| 1987      | с  | Красавица и Чудовище                       | Beauty and the Beast            | Александр Росс                                    |
| 1988      | ф  | Пульс                                      | Pulse                           | Билл                                              |
| 1988—1992 | с  | Она написала убийство                      | Murder, She Wrote               | Мейсон Портер / Карлтон Рид / отец Патрик Фрэнсис |
| 1989      | ф  | Внезапное пробуждение                      | Rude Awakening                  | агент Брубейкер                                   |
| 1989      | ф  | Слава                                      | Glory                           | полковник Джеймс Монтгомери                       |
| 1990      | ф  | Взгляд в прошлое                           | Flashback                       | шериф Хайтауэр                                    |
| 1992      | ф  | Хихикающий доктор                          | Dr. Giggles                     | Том Кэмпбелл                                      |
| 1993      | с  | Томминокеры: Проклятье подземных призраков | The Tommyknockers               | Джо Полсон                                        |
| 1993      | с  | Звёздный путь: Глубокий космос 9           | Star Trek: Deep Space Nine      | Кроден                                            |
| 1993      | с  | Секретные материалы                        | The X-Files                     | доктор Джей Немман                                |
| 1994      | ф  | Месть Красного Барона                      | Revenge of the Red Baron        | Ричард Спенсер                                    |
| 1994      | ф  | Последняя грань                            | Terminal Voyage                 | Гранье                                            |
| 1994      | с  | Робокоп                                    | RoboCop                         | доктор Крэй Зи Маллардо                           |
| 1995      | ф  | Карнозавр 2                                | Carnosaur 2                     | майор Том Маккуэйд                                |
| 1996      | ф  | Замена                                     | The Substitute                  | Мэтт Вольфсон                                     |
| 1996      | ф  | Колдовство                                 | The Craft                       | отец Сары                                         |
| 1996—1997 | с  | Относительность                            | Relativity                      | Дэвид Лукенс                                      |
| 1997      | ф  | Короли самоубийства                        | Suicide Kings                   | Марти                                             |
| 1999      | с  | Притворщик                                 | The Pretender                   | доктор Самсон Дейн                                |
| 2005      | с  | Шпионка                                    | Alias                           | Коннелли                                          |
| 2007      | с  | Молодые и дерзкие                          | The Young and the Restless      | агент Джон Боначек                                |
| 2008      | ф  | 2012: Судный день                          | 2012: Doomsday                  | Ллойд                                             |
| 2008      | с  | Анатомия страсти                           | Grey’s Anatomy                  | Филипп Лумис                                      |
| 2010      | ф  | Дорога в никуда                            | Road to Nowhere                 | Кэри Стюарт / Рэфи Ташен                          |
| 2014      | ф  | Дикая                                      | Wild                            | Эд                                                |